# Маргарет (річка)
Маргарет (англ. Margaret River) — річка на південному заході штату Західна Австралія. Від назви річки походить назва однойменного містечка — Маргарет Ріва.